# Hans Kleppen
Hans Kleppen (* 16. März 1907 in Bø, Telemark; † 12. April 2009 ebenda) war ein norwegischer Skispringer.
Bei den Olympischen Winterspielen 1928 in St. Moritz erreichte Kleppen auf der Normalschanze den 36. Platz. Bei der ein Jahr später stattfindenden Nordischen Skiweltmeisterschaft 1929 in Zakopane gewann er auf der K90-Schanze die Bronzemedaille.
1934 gewann Kleppen bei den Norwegischen Meisterschaften die Goldmedaille auf der Normalschanze.
Kleppen feierte 2007 seinen 100. Geburtstag und wurde damit ältester lebender norwegischer Olympiateilnehmer.